# Pseudabutilon cymosum
Pseudabutilon cymosum är en malvaväxtart som först beskrevs av José Jéronimo Triana och Planch., och fick sitt nu gällande namn av P.A. Fryxell. Pseudabutilon cymosum ingår i släktet Pseudabutilon och familjen malvaväxter. Inga underarter finns listade i Catalogue of Life.